# Nicea
Nicea (de Nicaea, transliteración latina del nombre griego Νικαῖα Nikaia, derivado de Niké, es decir, ‘victoriosa’) es una antigua ciudad de Bitinia, en Asia Menor, a orillas del lago İznik, fundada por Antígono I Monóftalmos c. 316 a. C. con el nombre de Antigonia. En la época romana se convirtió en uno de los principales centros culturales de la zona. Fue un próspero enclave comercial emplazado en el camino de Constantinopla. En 1078 fue tomada por los turcos selyúcidas y pasó a ser capital del sultanato de Rüm. Volvió a manos de los cristianos en 1097, convirtiéndose en capital del Imperio de Nicea (1204-1261) durante la ocupación de Constantinopla por los cruzados. Desde 1331 su nombre en turco es İznik, provincia de Bursa. En ella se celebraron dos importantes concilios: Concilio de Nicea I (año 325) y Concilio de Nicea II (año 787).

## Descripción

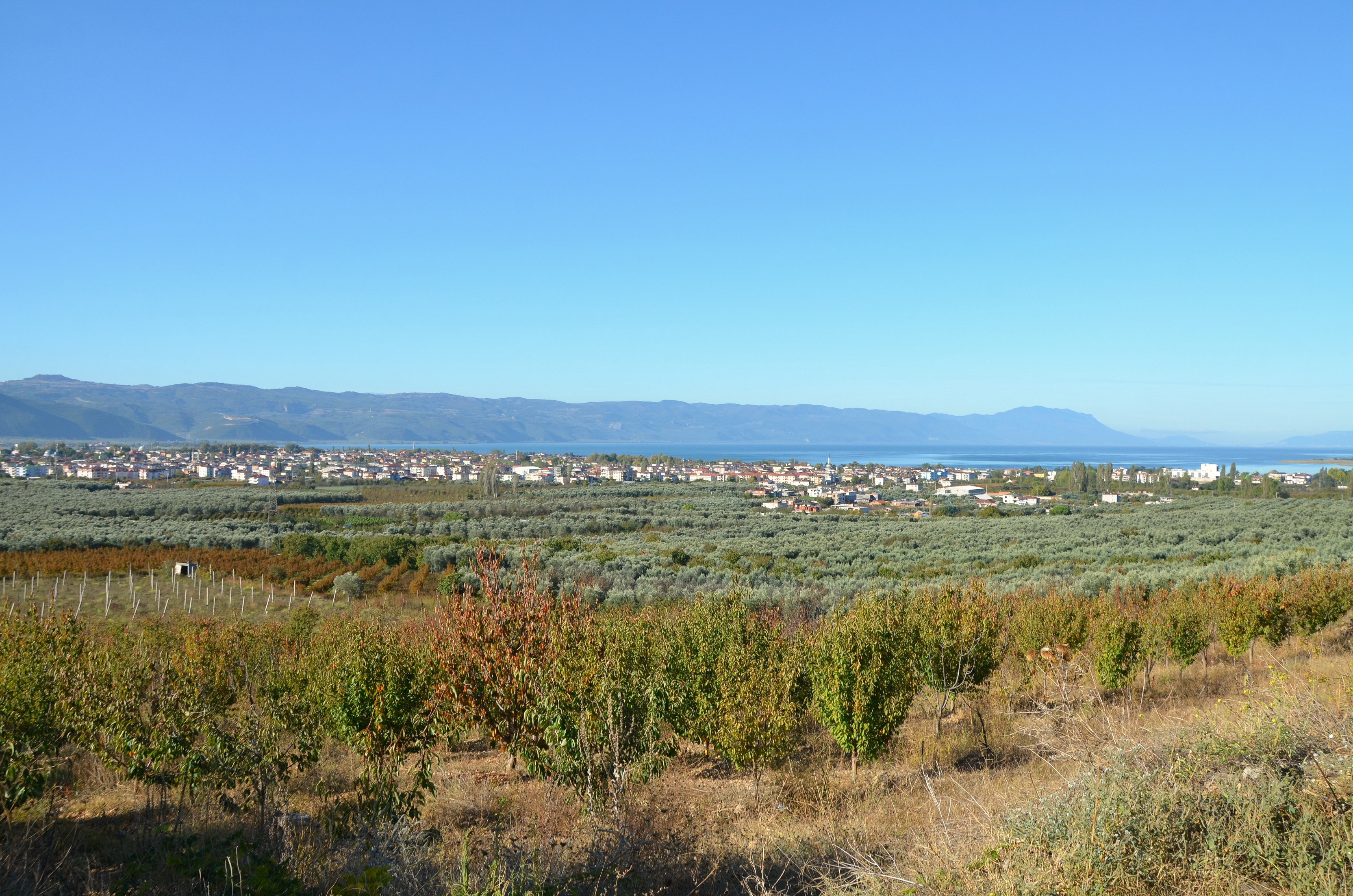
La fértil llanura del lago de İznik.

La ciudad se sitúa en una cuenca fértil en Bitinia, en el noroeste de Asia Menor, en la extremidad oriental del lago Ascanión (actual İznik Gölü), rodeada por una cadena de colinas al norte y al sur. El muro oeste que da sobre el lago, proporciona protección contra un asedio y es una fuente de avituallamiento difícil de bloquear. La longitud este-oeste del lago era de unos 32 km. La ciudad fue construida en una amplia y fértil llanura a orillas del lago, bordeada por colinas al norte y al sur. La ubicación de la ciudad era muy ventajosa, pero algo insalubre en verano. Una importante carretera atravesaba la ciudad. El lago es suficientemente grande para que sea difícil organizar un bloqueo (durante el asedio de Nicea, la ciudad fue abastecida por el lago) y la ciudad bastante importante para volver difícil toda tentativa de bloqueo de los barcos con máquinas de asedio desde la costa. 
La ciudad estaba completamente rodeada por 5 km de murallas de una altura de 10 m, reforzadas con cien torres. Las murallas estaban rodeadas por un doble foso. Las únicas entradas de la ciudad eran unas puertas en tres lados.
Los muros están atravesados por muchos sitios por carreteras, y muchas de estas fortificaciones permanecen y son una atracción turística. La población es de unas 15.000 personas.

## Historia

### Historia temprana

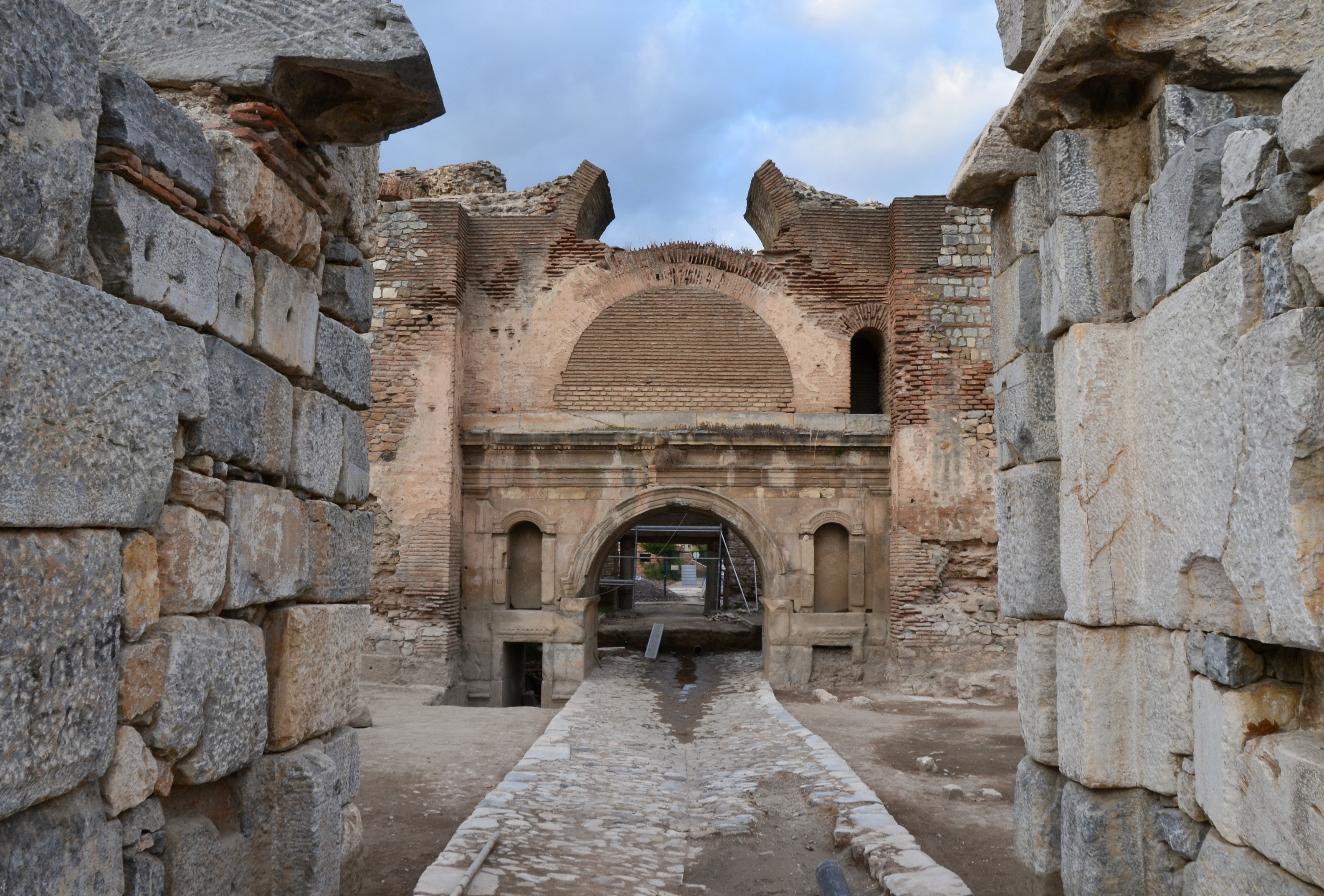
Puerta de Constantinopla.

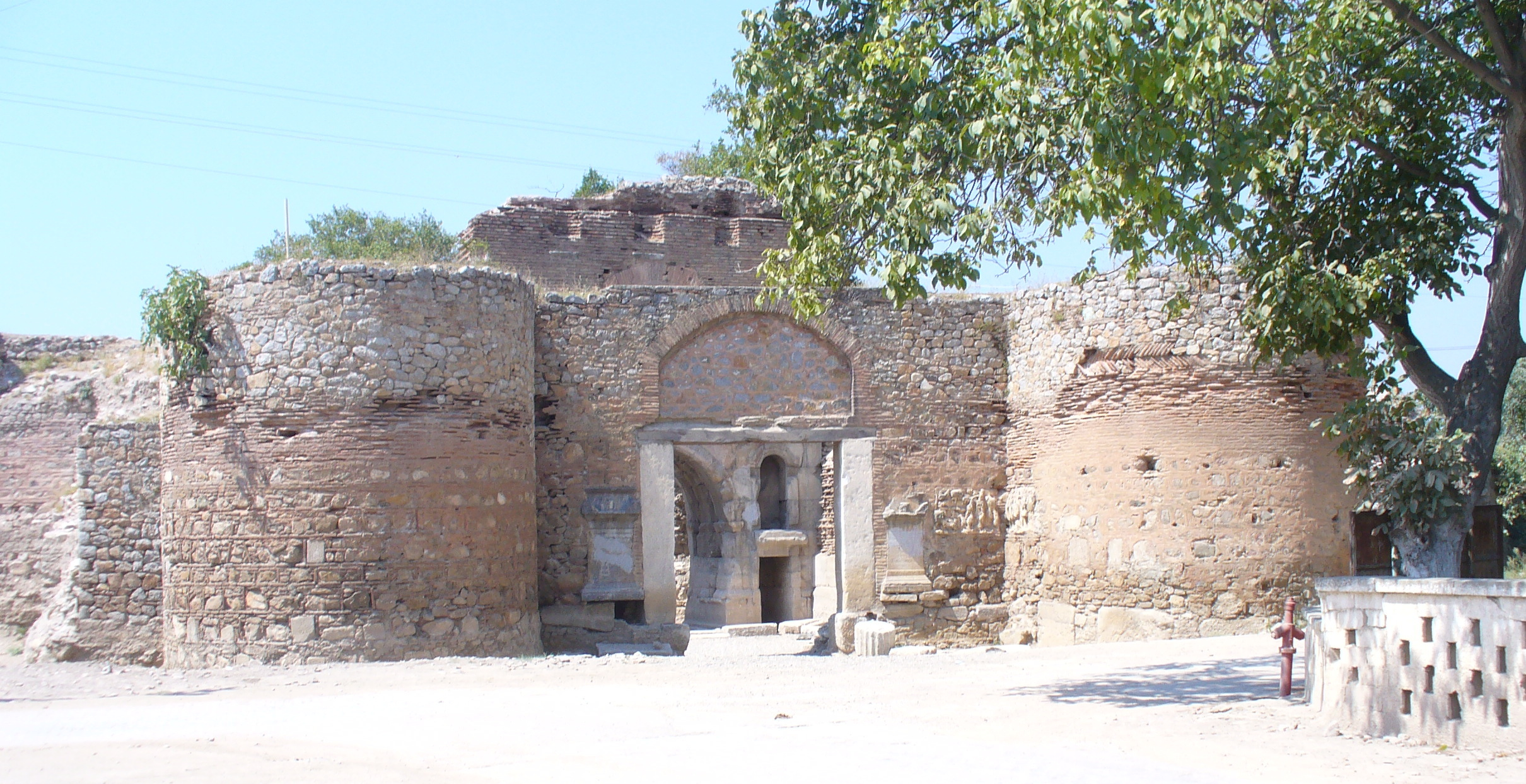
La puerta Lefke, parte de las murallas de Nicea.

El emplazamiento de la Nicea posterior ha estado habitado desde tiempos prehistóricos. En la antigüedad, se creía que el lugar estaba habitado originalmente por Botiea, y su nombre era Ankore. (Ἀγκόρη) o «Helikore» (Ἑλικόρη).  Más tarde fue destruida por los misios. En la mitología griega, Dioniso fue considerado el fundador de la ciudad.

### Período helenístico

Mapa con algunas de las principales colonias griegas de la Propóntide con la ubicación de Nicea.

Nicea fue fundada hacia el 316 a. C. por Antígono I Monóftalmos sobre un lugar aún más antiguo. Este había tomado el control de la mayor parte del Asia Menor tras la muerte de Alejandro Magno, a quien le había prestado servicio como general.
Otros generales de Alejandro (conocidos en conjunto como los diádocos) conspiraron contra Antígono I. Habiéndole vencido, el territorio fue dado, como su parte, al general de Tesalia, Lisímaco de Tracia, en 301 a. C. Este último renombró la ciudad como Nicea, en homenaje a su esposa, que tenía este nombre. Según otra versión, conocida en la Antigüedad, la ciudad fue fundada por hombres que habían servido en el ejército de Alejandro y procedían de Nicea, cerca de las Termópilas.
Poco después de la época de Lisímaco, en 282/281 a. C., quedó bajo el dominio de los reyes bitinios y se convirtió en la ciudad más importante de la provincia. Esto reyes vivían a menudo en Nicea.

### Época romana

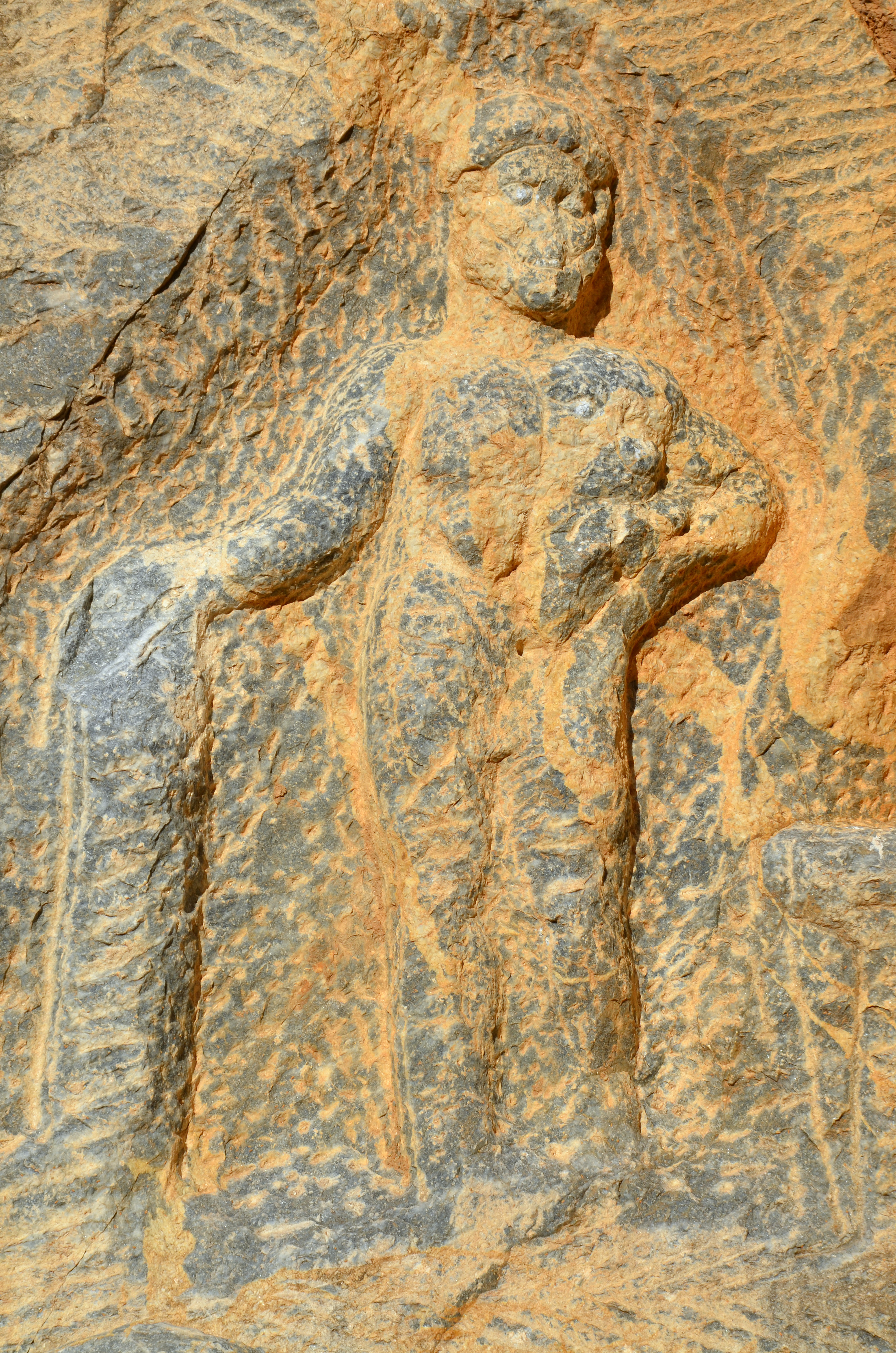
Relieve inacabado de Heracles,

Nicea se convirtió enseguida en la capital del reino de Bitinia, que debió ser anexionada en el 74 a. C. a la República romana. Esta dominación no penalizó a la ciudad que se desarrolló y se dotó incluso de nuevas murallas, de un teatro, de baños y de templos. Nicea siguió siendo un lugar importante durante el periodo imperial romano debido a su conveniente ubicación. Pertenecía a la provincia de Bitinia y Ponto. Nicea acuñó su propia moneda, y muchas de ellas expresan el interés de los emperadores por la ciudad y su lealtad a sus gobernantes: muchas de las monedas conmemoran las fiestas celebradas en Nicea en honor de los dioses y los emperadores, como Olimpia, Istmia, Dionisia, Pitia, Commodeia (en latín «Commodia»), Sebereia («Severia») y Filadelfeia («Filadelfia»).
Ya en tiempos de Estrabón, la ciudad tenía el estatus de metrópoli de Bitinia, pero más tarde este estatus lo ostentó Nicomedia. Durante mucho tiempo las ciudades compitieron por la primacía, y el discurso 38 de Dion Crisóstomo fue escrito para resolver la disputa. De él se desprende claramente que solo Nicomedia tenía derecho al título de metrópoli, pero ambas tenían derecho al título de primera ciudad del país. Plinio el Joven menciona a menudo Nicea y sus edificios públicos, que renovó cuando era gobernador de Bitinia. Durante la época romana, en la ciudad nació el historiador Dion Casio y, tras una exitosa carrea, allí se retiró y murió.
Estrabón describe la ciudad con un plano hipodámico típicamente helenístico, de gran regularidad, en forma de cuadrado, con una circunferencia de 16 estadios, es decir, de aproximadamente 700 m × 700 m en una superficie de unas 50 ha o 0,5 km2.Tenía cuatro puertas y, como todas sus calles se cruzaban entre sí en ángulos rectos, desde un monumento que había en el centro de la ciudad se podían ver las cuatro puertas. Dicho monumento se encontraba en el gimnasio, que fue destruido por un incendio pero fue restaurado con mayor magnificencia por Plinio el Joven, cuando era gobernador allí a principios del siglo II d.C. En sus escritos, Plinio menciona con frecuencia Nicea y sus edificios públicos. 

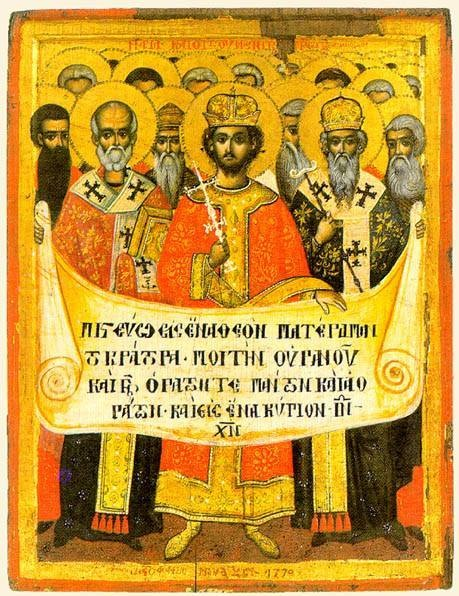
Icono del Concilio de Nicea I.

El emperador Adriano visitó Nicea en 123 d. C. y comenzó a mejorar las fortificaciones de la ciudad. Estas fueron completadas por Claudio II el Gótico después de que los godos ya hubieran destruido la ciudad en 258. Más tarde, la ciudad fue reconstruida por Constantino el Grande. Nicea no perdió su importancia cuando Constantinopla se convirtió en la capital de Roma oriental, como lo demuestra, entre otras cosas, el hecho de que sus murallas encerraban entonces un área mucho mayor que las murallas anteriores.
En 325, tuvo lugar el primer concilio de la Iglesia católica. Este concilio de Nicea, bajo el reinado de Constantino I, elaboró el credo niceno y condenó el Arrianismo. La Asamblea de la Iglesia se reunió más tarde en la iglesia que sirvió de mezquita de Orhan, hoy en ruinas. En el mismo siglo, Nicea sufrió un terremoto y fue restaurada por el emperador Valente en 368.

### Período bizantino
En el siglo IV, Nicea era una ciudad grande y próspera, y un importante centro militar y administrativo. El emperador Constantino el Grande convocó allí el Primer Concilio Ecuménico, y la ciudad dio nombre al Credo de Nicea.
La ciudad mantuvo su importancia en el siglo IV, siendo testigo de la proclamación del emperador Valente (364) y de la fallida rebelión de Procopio (365). Durante el mismo período, la Sede de Nicea se independizó de Nicomedia y fue elevada a la categoría de obispo metropolitanoric. Sin embargo, la ciudad sufrió dos grandes terremotos en 363 y 368, y junto con la competencia de la recién establecida capital del Eastern Empire, Constantinopla, comenzó a declinar a partir de entonces. Muchos de sus grandes edificios cívicos empezaron a arruinarse y tuvieron que ser restaurados en el siglo VI por el emperador Justiniano I, entre ellos el acueducto construido por Adriano.
La ciudad desaparece de las fuentes a partir de entonces y vuelve a mencionarse a principios del siglo VIII: en 715, el emperador depuesto Anastasio II huyó allí, y la ciudad resistió con éxito los ataques del Califato omeya en 717-718 y 727..
La ciudad fue dañada de nuevo por el terremoto de Constantinopla de 740, sirvió de base para la rebelión de Artabasdo en 741/742.  Nicea se convirtió en la capital del Tema opsiciano en el siglo VIII y siguió siendo un centro de administración y comercio. Se tiene testimonio de una comunidad judía en la ciudad en el siglo X. En 978, Nicea fue asediada por el general rebelde Bardas Escleros. En 1065, la ciudad fue devastada por un terremoto.
Debido a su proximidad a Constantinopla, la ciudad fue disputada en las rebeliones de los siglos X y XI como base desde la que amenazar a la capital. Fue a raíz de una rebelión de este tipo, la de Nicéforo Meliseno, cuando cayó en manos de los aliados turcos de Meliseno en 1081.

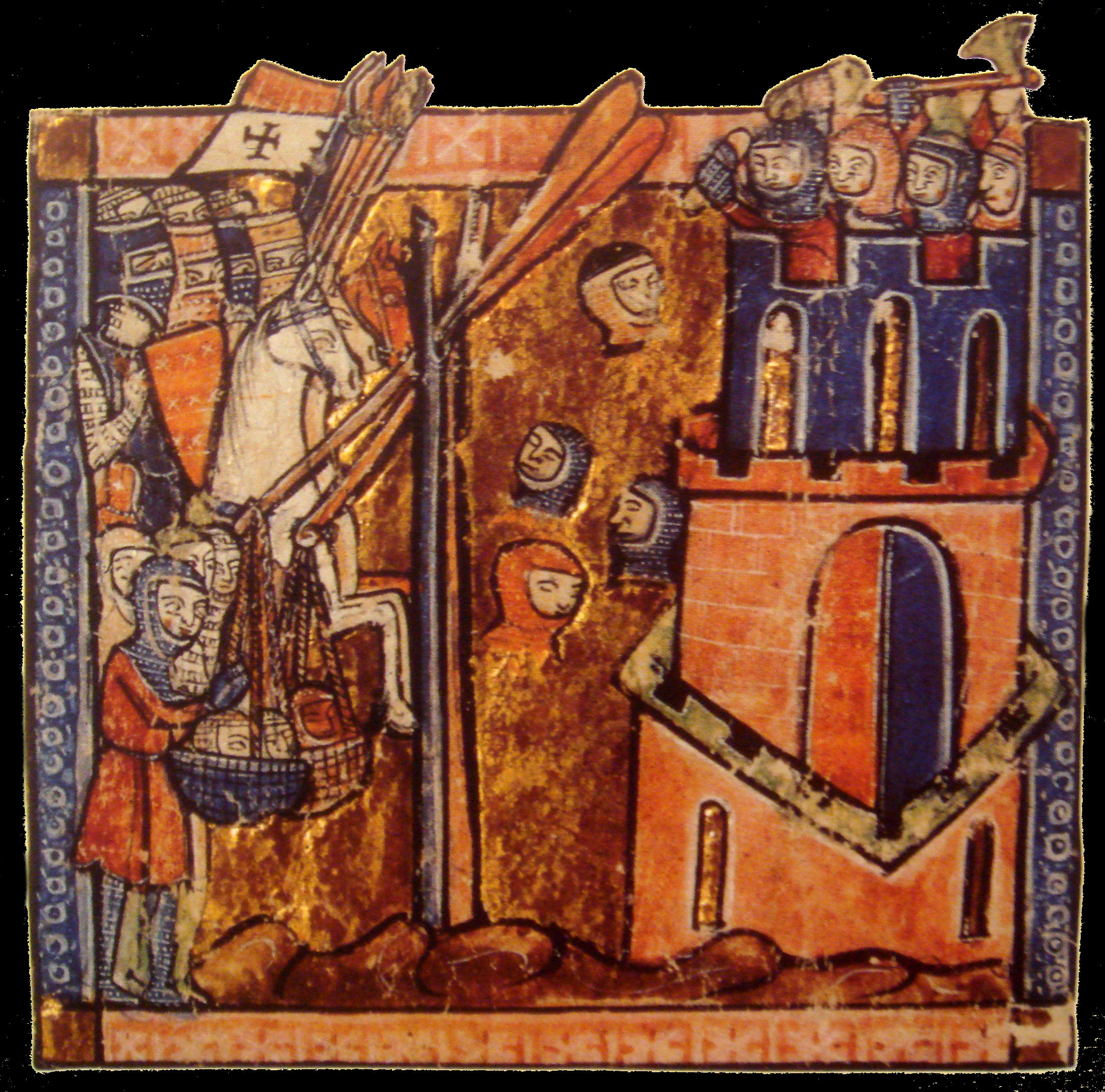
Miniatura que representa el asedio de Nicea por los cruzados del año 1097.

La iglesia de Santa Sofía (griego Ἁγία Σοφία, Agia Sofia) fue construida por Justiniano I en el siglo VI, en medio de ciudad (según el modelo de la del mismo nombre de Constantinopla),   El segundo concilio tuvo lugar en 787, se discutió la cuestión de los iconos (querella iconoclasta). y se reunió en Santa Sofía.
La ciudad conoció una larga paz hasta la conquista por los turcos selyúcidas en 1078 quienes la convirtieron en la capital del sultanato de Rüm. Este hecho desencadenó la Primera Cruzada bajo petición de Bizancio y los ejércitos de toda Europa convergieron hasta ponerle sitio en 1097, pero en el posterior acuerdo de paz la ciudad fue devuelta a los turcos.

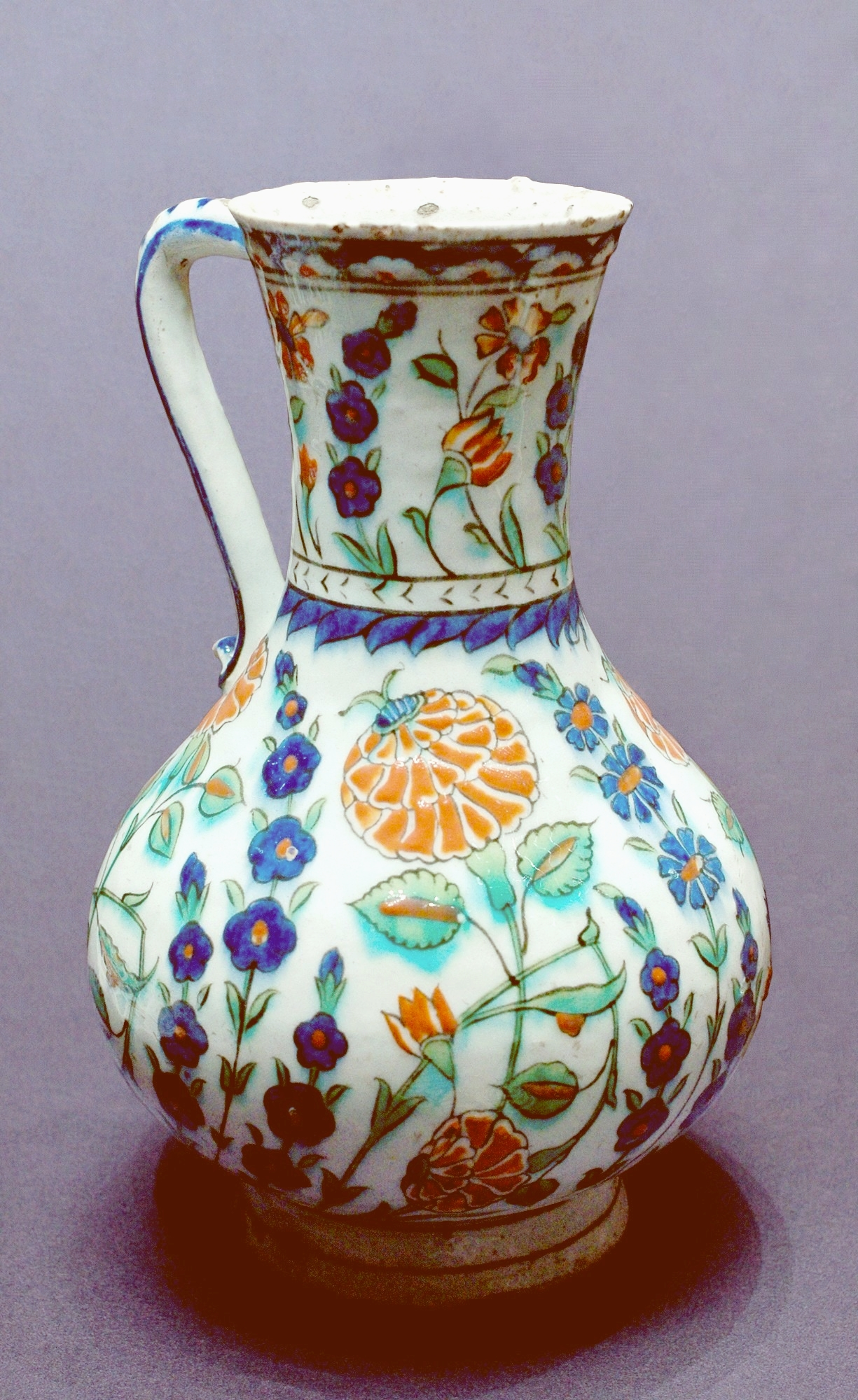
Jarra con decoración floral, cerámica de Nicea, museo del Louvre.

El siglo XII conoció un periodo de relativa estabilidad y prosperidad. Los emperadores Alejo, Juan y Manuel de la dinastía de los Comnenos hicieron grandes campañas para reforzar la presencia bizantina en Asia Menor. Alejo parece haber reparado el acueducto tras la reconquista.
Constantinopla cayó más tarde en 1204 a manos de los ejércitos europeos de la Cuarta Cruzada, que crearon el Imperio latino de Constantinopla. Sin embargo fue Nicea quien formó el núcleo del Imperio bizantino con Teodoro I Láscaris, que en 1208 fue coronado emperador allí y fundó el Imperio de Nicea. El patriarca de Constantinopla, exiliado de Constantinopla, también fijó su residencia en la ciudad hasta la reconquista de Constantinopla en 1261. Aunque Nicea pronto fue abandonada como residencia principal de los emperadores, que prefirieron Ninfeo y Magnesia del Meandro, el periodo fue muy animado en la historia de la ciudad, con «frecuentes sínodos, embajadas y bodas y funerales imperiales», mientras que la afluencia de eruditos de otras partes del mundo romano oriental la convirtió también en un centro de aprendizaje. Sus sucesores agrandaron lentamente sus dominios y en 1259, Miguel VIII Paleólogo usurpó el trono. Tomó Constantinopla a los latinos en 1261 y restauró el Imperio bizantino.
Tras la restauración del Imperio bizantino en 1261, la ciudad volvió a perder importancia. El descuido de la frontera asiática por parte de Miguel VIII Paleólogo provocó un gran levantamiento en 1262, y en 1265 cundió el pánico cuando circularon rumores de un inminente ataque mongol. El emperador Andrónico II Paleólogo visitó la ciudad en 1290 y se ocupó de restaurar sus defensas, pero Bizancio se mostró incapaz de frenar el ascenso del naciente emirato otomano en la región.
Después de que el emperador Andrónico II Paleólogo y Juan VI Cantacuceno fueran derrotados en la batalla de Pelecano el 11 de junio de 1329, el gobierno bizantino ya no pudo defender Nicea. Se rindió finalmente a los otomanos tras un largo asedio el 2 de marzo de 1331.

### Período otomano
En 1331 la ciudad cayó en manos de los otomanos (Sitio de Nicea), cuyo sultán Orhan I la renombró İznik. Muchos de los edificios de la ciudad fueron destruidos y sus piedras se utilizaron para construir mezquitas y otros edificios turcos. Durante un breve periodo, se convirtió en la capital del emirato otomano, en plena expansión.. Muchos de sus edificios públicos fueron destruidos y los materiales fueron utilizados por los turcos otomanos para erigir sus mezquitas y otros edificios. La gran iglesia de Santa Sofía, en el centro de la ciudad, se convirtió en mezquita y pasó a llamarse mezquita de Orhan. En las inmediaciones se construyeron una madrasa y unos baños.  En 1334, Orhan construyó una mezquita y un imaret (comedor social) a las afueras de la puerta de Yenişehir (Yenişehir Kapısı), en el lado sur de la ciudad.
Con la caída de Constantinopla en 1453, la ciudad perdió gran parte de su importancia, pero más tarde se convirtió en un centro importante con la creación de una industria local de cerámica fayenza en el siglo XVII.  A partir de entonces, fue desapareciendo poco a poco a medida que perdía población.  En 1779, el arqueólogo italiano Domenico Sestini escribió que no era más que un pueblo abandonado sin vida, sin ruido y sin movimiento. 
La ciudad evolucionó hasta convertirse en la actual ciudad de İznik, cuyo nombre se ha transformado a partir del nombre griego original. La ciudad decayó considerablemente con el paso del tiempo. Richard Pococke afirma que en la década de 1700 había 300 casas, mientras que en el siglo XIX solo había 100 En la actualidad, la ciudad tiene una población de unos 26 000 habitantes (en 2019). Desde 2014, İznik/Nikaia ha sido nominada para la Lista del Patrimonio de la Humanidad de la Unesco.

## Edificios y hallazgos

### Plano del emplazamiento

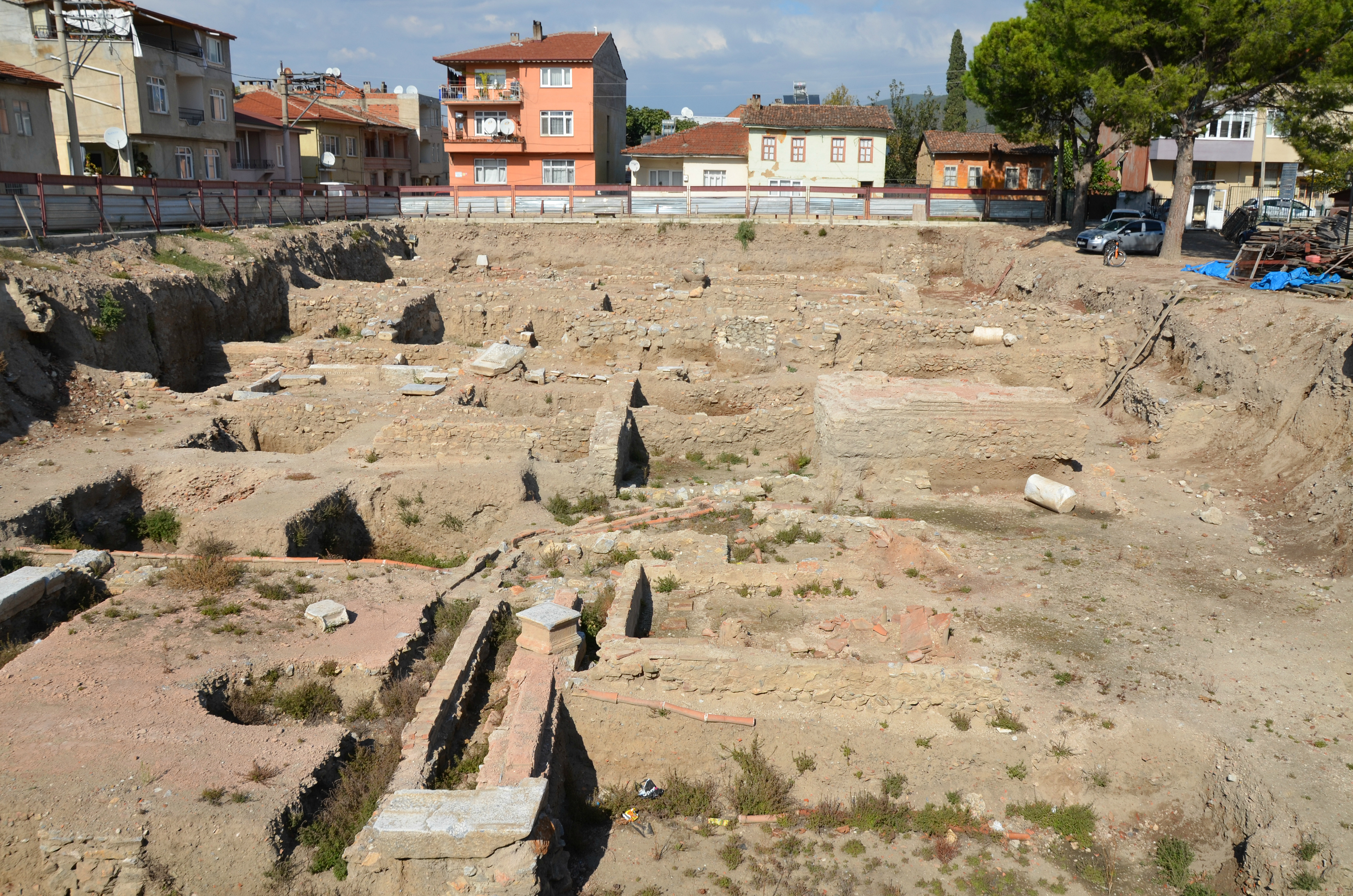
Ruinas romanas detrás del Museo de Iznik.

Estrabón dice que Nicea se construyó en forma cuadrada con un trazado muy regular, de modo que su perímetro era de 16 estadios, es decir, unos 2,8 kilómetros. Esto daba a cada lado una longitud de unos cuatro estadios, o 700 metros. La ciudad tenía cuatro puertas, una en el centro de cada lado, y las calles principales que salían de ellas confluían en el centro de la plaza de la ciudad, de modo que todas las puertas podían verse desde el conjunto monumental del centro. Este monumento formaba parte del gimnasio, que fue destruido por un incendio pero restaurado por Plinio el Joven.

### Murallas

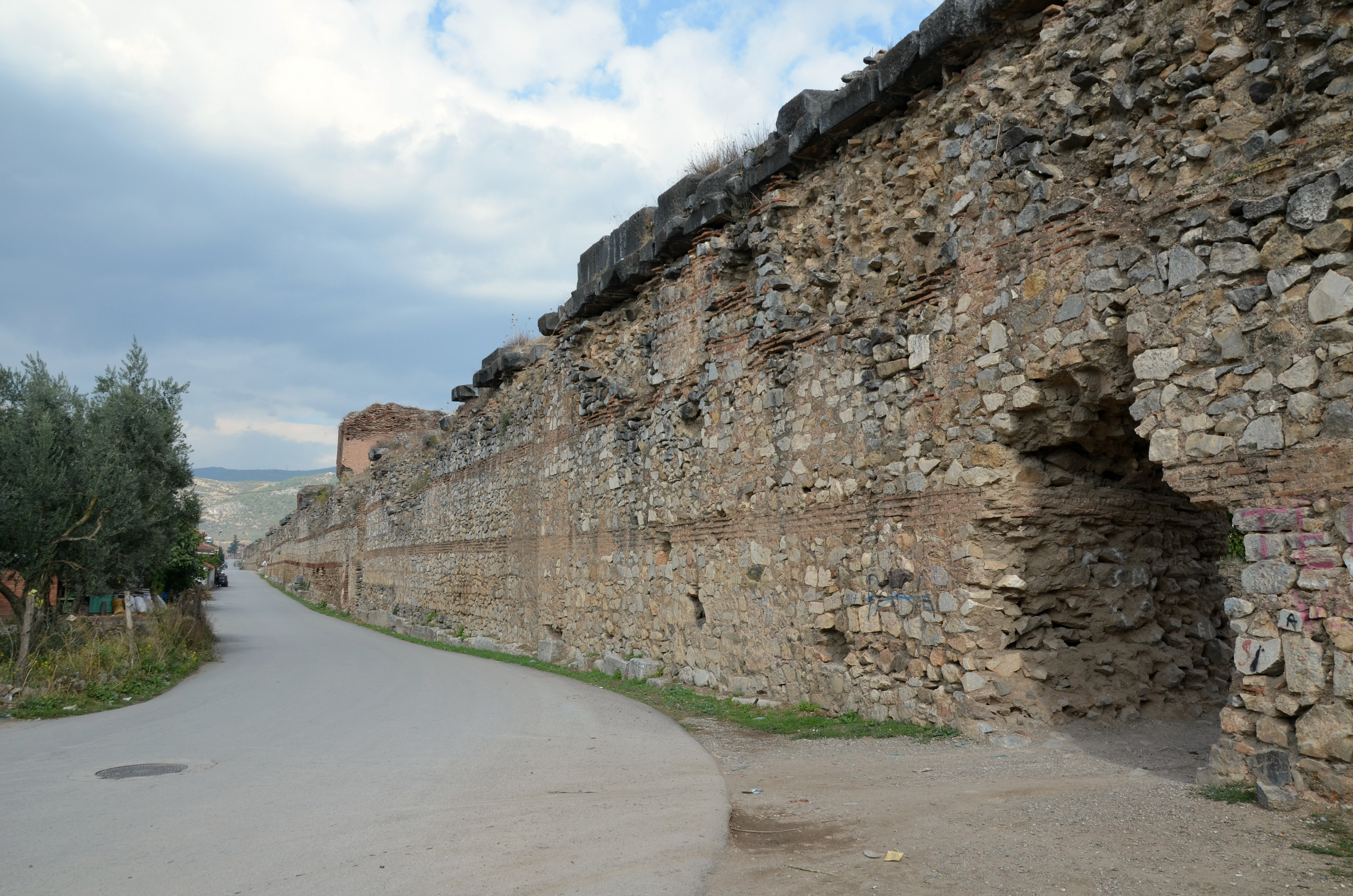
Murallas.

La ciudad estaba rodeada de murallas, construidas en varias etapas. La muralla original rodeaba la ciudad cuadrada. La última y mayor fase que se conservan hoy en día se construyeron originalmente en la década de  siglo II d. C. bajo Galieno y Claudio II Gótico. Sin embargo, fueron reconstruidas y restauradas en época bizantina en varias etapas, de modo que la mayor parte de las partes superiores de la estructura datan de ese periodo. También se modificaron y mantuvieron en época otomana.
Las murallas tienen unos cinco kilómetros de circunferencia y forman un pentágono irregular. Tienen una circunferencia de 3100 m y entre 9 y 12 metros de altura y entre 4 y 6 metros de grosor en la base. Las murallas tenían más de 100 torres, generalmente semicirculares, y cuatro puertas mayores y dos menores. Las puertas principales se conocen hoy como Puerta de Constantinopla/Estambul (İstanbul Kapı), Puerta de Lefke (Lefke Kapı), Puerta del Sur (Yenişehir Kapı) y Puerta del Lago (Göl Kapı). Los muros están hechos de ladrillos romanos alternados con grandes piedras rectangulares, unidas con mortero grueso. En algunos lugares, los muros están formados por partes de edificios anteriores, como columnas y otros elementos arquitectónicos. En algunos lugares se añadieron columnas y otros fragmentos arquitectónicos procedentes de las ruinas de edificios más antiguos. Al igual que las de Constantinopla, las murallas parecen haber sido construidas en el siglo IV Algunas de las torres tienen inscripciones griegas. Una torre cuadrada es de mármol blanco, posiblemente de un templo. El arco de triunfo de Vespasiano y el arco triunfal de Adriano también estaban unidos a las murallas.
La muralla del lado occidental de la ciudad surgía del lago, por lo que ha funcionado bien para repeler los ataques procedentes de este. En los otros lados, un foso doble que rodeaba las murallas proporcionaba protección adicional. En la actualidad, se han abierto varios agujeros en la muralla para construir carreteras, pero la mayor parte de la muralla se conserva relativamente bien.

### Estructuras interiores de la ciudad
Las ruinas de mezquitas, baños y casas, dispersas entre los jardines y edificios de apartamentos que ahora ocupan una gran parte del espacio dentro de las fortificaciones romanas y bizantinas, muestran que el centro de la ciudad de la época otomana, aunque ahora menos considerable, fue una vez un lugar de importancia; pero nunca fue tan grande como la ciudad bizantina. Parece haber sido construida casi en su totalidad con los restos de la Nicea bizantina, ya que los muros de las mezquitas y baños en ruinas están llenos de fragmentos de antiguos templos e iglesias griegos, romanos y bizantinos.

### Teatro romano

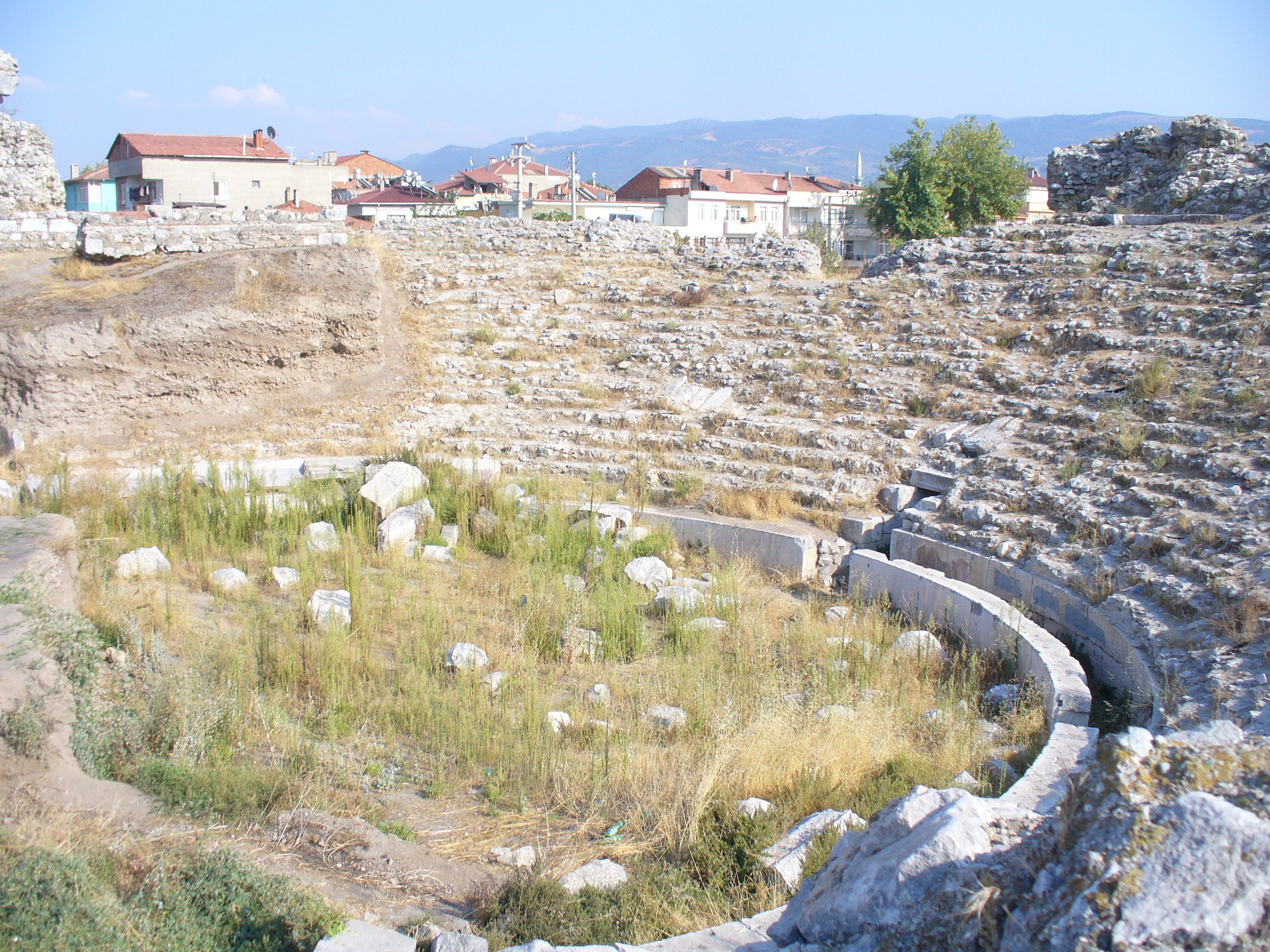
Restos del teatro.

El teatro de Nicea estaba situado en el suroeste de la ciudad. Originalmente era un teatro griego construido en la época helenística, transformado posteriormente en un teatro romano. Tenía unos 85 metros de diámetro. Se conserva una parte de la cávea, pero la orchestra y el edificio escénico han desaparecido.

### Santa Sofía

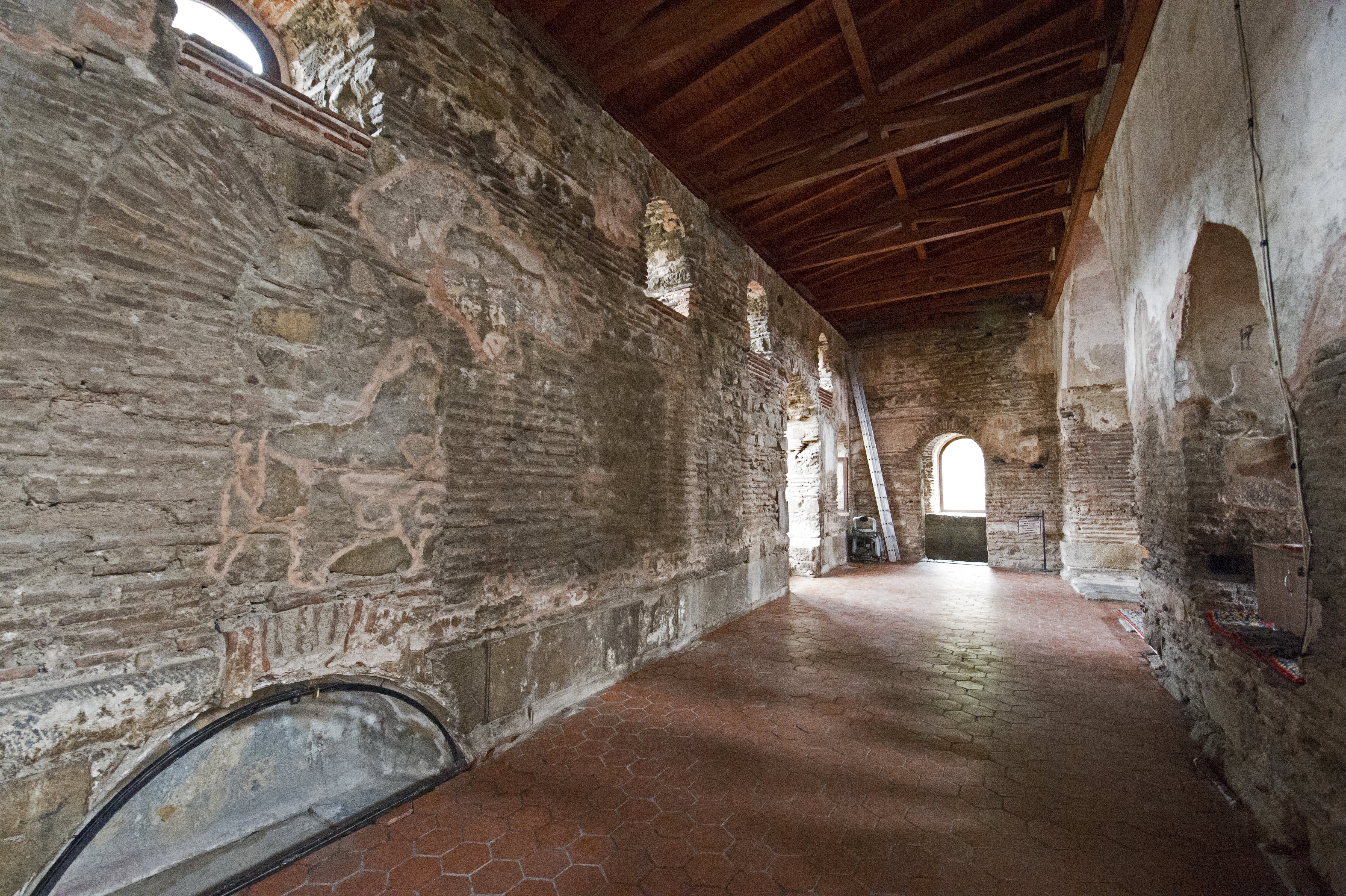
Interior de Santa Sofía.

La iglesia más importante de la ciudad era Santa Sofía, dedicada a la Santa Sabiduría. Originalmente era una basílica de tres naves, construida en el siglo IV en el emplazamiento de una iglesia anterior construida en el siglo III. En esta iglesia se celebró el Concilio de Nicea II de 787. La iglesia fue reformada y renovada con frecuencia hasta el siglo XIV. El interior estaba decorado con pinturas murales.

### Iglesia de la Asunción de la Virgen María
Otra iglesia importante era la dedicada al sueño de la Virgen María (Koimesis), cuya fecha es muy incierta y data de algún momento entre los siglos V y VI. Fue destruida por un terremoto en 1065 y está siendo restaurada. La cúpula y el nártex de la iglesia estaban decorados con mosaicos.

### Hornos otomanos
Se están realizando excavaciones en los hornos otomanos donde se fabricaban los históricos azulejos de Nicea.

### Otras construcciones
Basándose en la literatura antigua, inscripciones y monedas, se sabe que Nicea albergaba también el templo de Apoloneion o Apolo; el templo de Asclepio; el templo de Dioniso; el templo de Tique; Roma y el templo dedicado al emperador, construidos bajo el emperador Augusto; el foro, construido bajo Adriano; el acueducto; y el palacio, construido bajo Justiniano.
En la orilla del lago hay restos de un puerto. Bajo las aguas poco profundas de las orillas del lago Iznik, en un lugar que en la época bizantina todavía se encontraba sobre tierra firme a orillas del lago, se encontraron las ruinas de una basílica del siglo IV. Bien podría ser el lugar del Primer Concilio de Nicea.
A las afueras de la ciudad, en la carretera de Nicomedia, se encuentra el obelisco de Casio Filio, que se cree que fue una tumba familiar. El obelisco tiene un diámetro triangular, una altura de unos 12 metros y un pedestal de unos 2 × 3 metros.